# Kugelbad

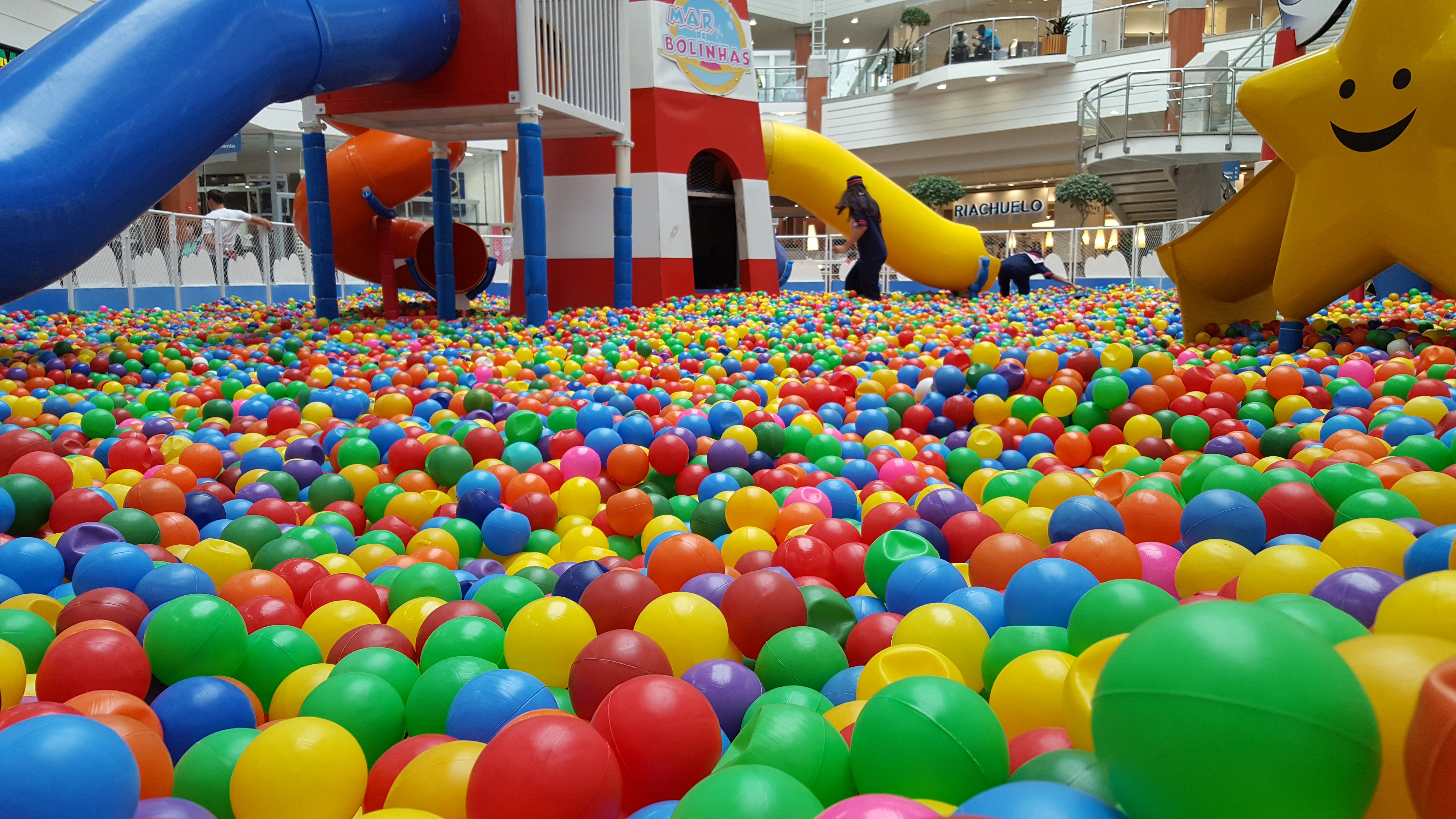
Bällebad mit Rutschen

Als Kugelbad (umgangssprachlich auch Bällchenbad, Bällchengrube oder Bällebad) bezeichnet man ein gepolstertes Becken, das mit bunten, leichten Hohlkugeln aus Weichplastik gefüllt ist. 

## Aufbau
Ein klassisches Bällchenbad besteht aus einer großen Kiste aus weichen Kunststoffwänden, alternativ aus Plastikwänden, die mit Schaumstoffmatten verkleidet sind. Es gibt aber auch aufblasbare Bällchenbad-Kisten. Der Form und Größe der Kiste sind dabei kaum Grenzen gesetzt. Sie darf aber nicht tiefer als 90 cm sein. Bei großen Bällchenbädern können noch kleine Rutschen integriert sein. Die Anlage ist oft mit einem weichen, großmaschigen Sicherheitsnetz umgeben, das verhindern soll, dass übermütige Kinder aus der Anlage purzeln. Die Kiste ist knapp unter den Rand mit etwa faustgroßen Bällchen gefüllt. Diese Kunststoffbälle sind groß genug, dass auch keine Gefahr des Verschluckens oder Erstickens besteht. Sie sind aus dünnem Weichplastik gefertigt, innen hohl und dadurch sehr leicht. Sie sind außerdem verschiedenfarbig, um einen bunten Gesamteindruck zu erzeugen. Kinder können in einem Kugelbad praktisch ohne Verletzungsrisiko wild herumspringen, „hineintauchen“ und sich hindurchwühlen.

## Einsatz

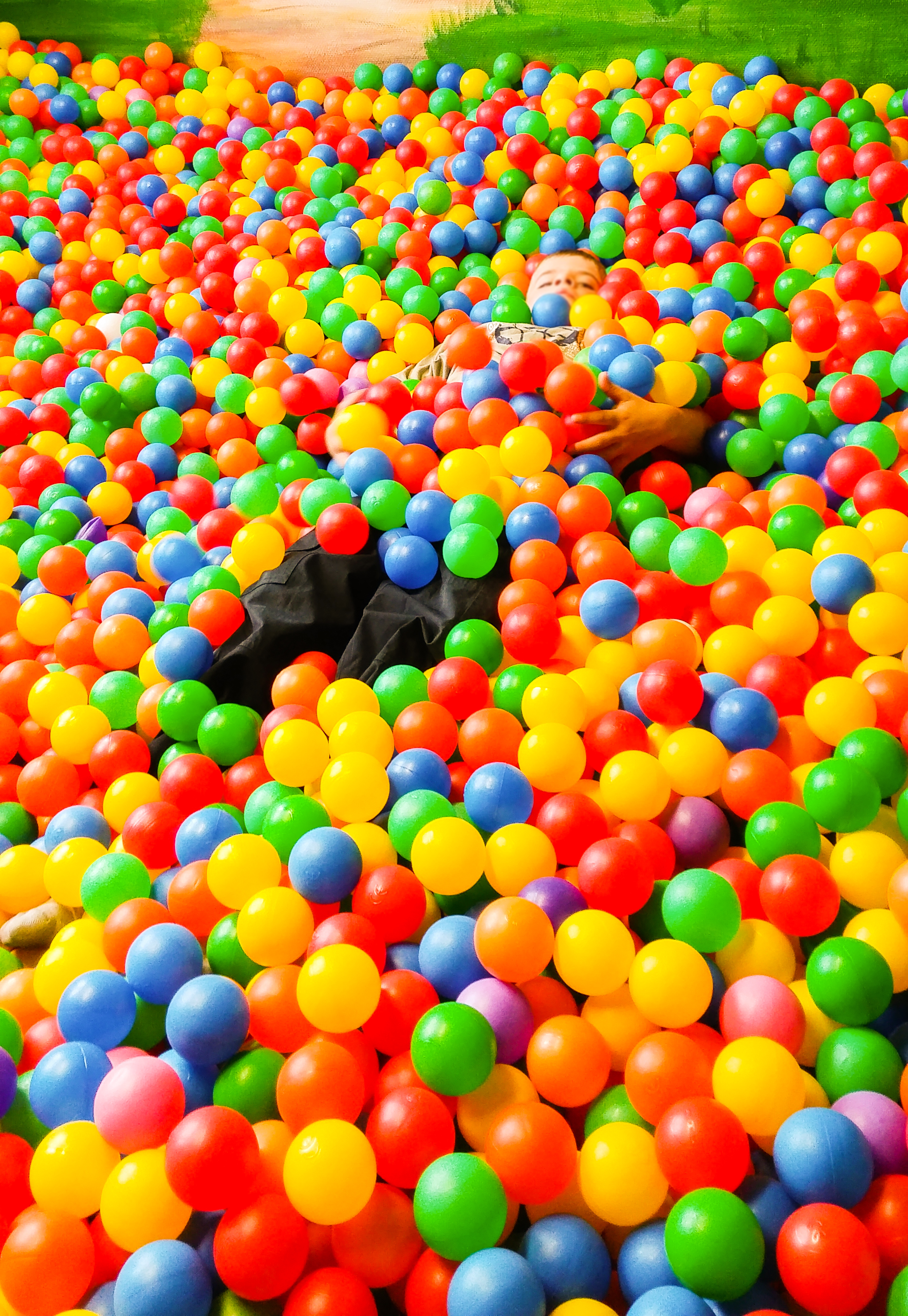
Kind im Bällebad

Bällchenbäder werden oft in öffentlichen Einrichtungen oder in Möbelhäusern aufgestellt, um kleinen Kindern Spaß zu bieten, während sich ihre Eltern ungestört um den Einkauf kümmern können. Die Piratenpartei Deutschland setzt sie bei Veranstaltungen ein, um die parteiinterne Kommunikation zu verbessern. Allerdings sind auf Grund der großen Mengen an Kunststoffen besondere Anforderungen des Brandschutzes zu beachten (Sprinkleranlagen usw.).
Bällchenbäder sind auch in Kindergärten und/oder Kitas zu finden, wo sie in Spielzimmern der Unterhaltung und fördernden Interaktion dienen (sollen). Bällchenbäder werden aber auch in der Pädiatrie, Physiotherapie und Gymnastik eingesetzt, zum Beispiel für Kinder mit körperlicher oder geistiger Behinderung. Diese sollen im Bällchenbad unterhalten und physiotherapeutisch betreut werden. Unter anderem werden gerne Spielzeuge wie Stofftiere oder Schaumstoffringe im Bällebad versteckt, die das Kind dann in Schatzsuche-Manier finden soll. In besonders weiträumigen Bällchenbädern wird auch gerne Verstecken mit mehreren Kindern gespielt.

## Andere Arten von Kugelbädern
In der Technik wird ein Kugelbad mit Stahlkugeln verwendet, um elektrischen Kontakt von allen Seiten herzustellen. Es wird z. B. für Hochspannungsprüfungen verwendet, um die Isolierung von Prüflingen zu testen. Der Anschluss des Prüflings wird mit Hochspannung (HV+) beaufschlagt und das Kugelbad wird auf Masse (HV-) gelegt. Ein Kugelbad wird dort eingesetzt, wo ein Wasserbad aufgrund der technischen Eigenschaften des Prüflings nicht eingesetzt werden kann/soll.